# Людовік Піссарро
Людовік Піссарро (фр. Ludovic Pissarro; 1878—1952) — французький художник і гравер. народжений як Людовік-Родольф Піссарро, на прізвисько Родо і підписувався як Ldovic-Rodo або монограмою LR.

## Біографія
Син художника Каміля Піссарро та його дружини Жюлі Велле, він був п'ятим із семи дітей: Люсьєн (1863—1944), Жанна на ім'я «Мінет» (1865—1874), Жорж (1871—1961), Фелікс (1874—1897), Жанна (1881—1948) і Поль-Еміль (1884—1972).
У ранньому віці батько заохочував його малювати безпосередньо з натури. У 1894 році, у віці шістнадцяти років, Родо опублікував свою першу ксилографію в журналі Le Pere Peinard.
У 1914 році він переїхав до Лондона через початок Першої світової війни. Там він працював художником разом зі своїм старшим братом Люсьєном. Окрім малювання, він витратив двадцять років на класифікацію та збереження архівів свого батька (листування його батька з Тео ван Гогом опиниться в Музеї Ван Гога в Амстердамі), а також складання каталогу його робіт, який він опублікував у 1939 році.